# Amorphophallus venustus
Amorphophallus venustus är en kallaväxtart som beskrevs av Hett., A.Hay och John Donald Mood. Amorphophallus venustus ingår i släktet Amorphophallus och familjen kallaväxter. Inga underarter finns listade.